# Niederalsen
Niederalsen ist eine Ortschaft in der Gemeinde Windeck im Rhein-Sieg-Kreis. Sie bildet heute den nördlichen Teil von Alsen.

Die alten Ortsteile von Alsen 1900

## Lage
Niederalsen liegt auf dem Leuscheid. Nachbarorte sind neben Oberalsen und Schneppe nur Leuscheid im Nordosten und Werfen im Nordwesten. Niederalsen ist über die Landesstraße 147 erreichbar.

## Geschichte
Das Dorf gehörte zum Kirchspiel Leuscheid und zeitweise zur Bürgermeisterei Herchen.
1830 hatte Aalsen 160 Bewohner.
1845 hatte der Weiler Niederalsen 101 Einwohner in 22 Häusern. Davon waren 11 katholisch und 90 evangelisch.
1888 hatte Niederalsen 137 Bewohner in 27 Häusern.
1962 wohnten hier 166 und 1976 162 Personen.